# Molophilus ascendens
Molophilus ascendens är en tvåvingeart som beskrevs av Alexander 1945. Molophilus ascendens ingår i släktet Molophilus och familjen småharkrankar. Inga underarter finns listade i Catalogue of Life.